# Myllokunmingia fengjiaoa
Myllokunmingia fengjiaoa — вимерла примітивна хордова тварина з кембрію. Зразки тварини знайдені у Маотяньшаньських сланцях (Китай). Відомий лише з одного зразка. Вид тісно пов'язаний з Haikouichthys і Zhongjianichthys.

## Опис
Дрібна тварина завдовжки 28 мм та заввишки 6 мм. Це одна з найдавніших відомих черепних. Схоже, що вона мала череп та скелетні структури з хрящів. Тварина має чітко виражену голову. Тулуб з вітрильним спинним плавцем, заввишки 1,5 мм, та парними черевними плавцями. Радіальних плавців не було. Голова мала п'ять-шість зябрових мішечків. Мускулатура складається з 25 міомерів. Були нотохорд, глотка і травний тракт, що проходив аж до заднього кінчика тіла. Рот неможливо чітко ідентифікувати.